# Помста землі
Помста землі — китайський акційний бойовик 2021 року. Режисер Лі Цзунь; сценаристи Лі Цзунь й Ша Сун. Продюсери Жао Сяоші та Фу Жоцін. Прем'єра в Україні відбулася 6 січня 2022 року.

## Про фільм
Чи зможе людина протистояти природі, коли її гнів призводить до руйнівних катаклізмів?
Звичайним людям належить стати героями — професійний скелелаз з батьком забудуть про суперечки та об'єднаються, щоби врятувати людей. А ученим доведеться розгадати причини руйнівних сил природи.

## Знімались
| Актор        | Роль |
| ------------ | ---- |
| Чжу Ілун     |      |
| Гуан Чжичжун |      |
| Чень Шу      |      |
| Цзяо Цзюньян |      |
| Чжан Гуолі   |      |